# Manuel Tames
Manuel Tames est une ville et une municipalité de Cuba dans la province de Guantánamo.

## Géographie

### Situation
La ville de Manuel Tames, dans le sud-est de l'île de Cuba et au centre de la province de Guantanamo, est située à 937 km sud-est de La Havane et 20 km nord-est de sa capitale de province Guantánamo.

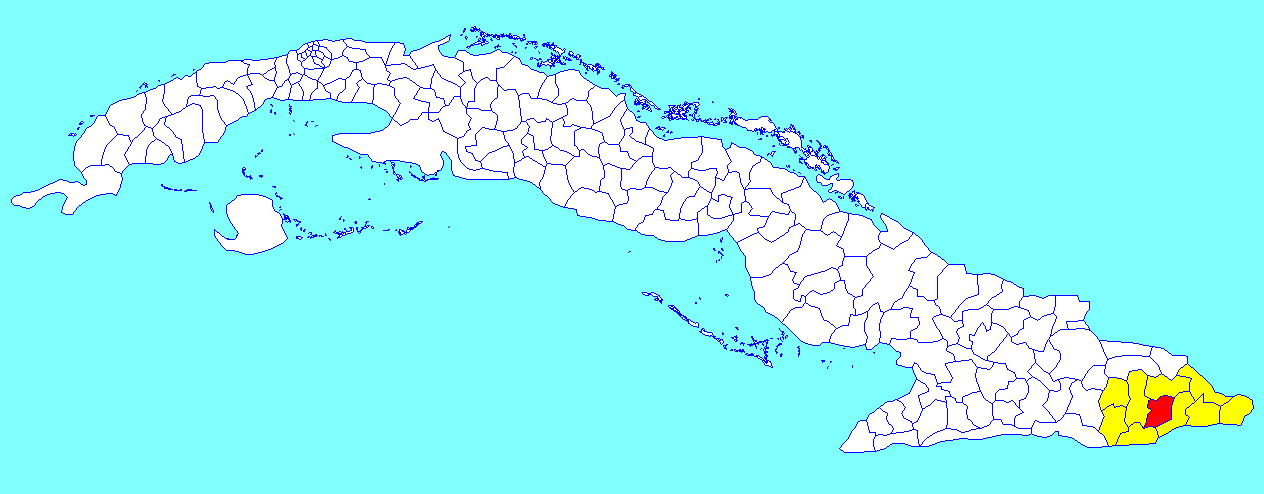
Municipalité de Manuel Tames dans la province de Guantánamo

### Divisions administratives
La municipalité inclut neuf consejos populares :
- Héctor Infante
- Manuel Tames
- La Caridad de los Indios
- Ciro Frías
- Jamaica
- Honduras
- Argeo Martínez
- La Tagua
- Santa Catalina

## Population
En 2022 la population de la municipalité est estimée à 36 067 habitants. Pour une surface de 766,3 km2, la densité est de 93,51 habitants/km².